# 人称代名詞
人称代名詞（にんしょうだいめいし、personal pronoun）とは、人称に関する代名詞である。

## 概要
一般に話し手を指す一人称、受け手を指す二人称、それ以外の人、物を指す三人称に分けられ、数が区別されることが多い。一部の言語では性も区別する。また、一部の言語（例えばアイヌ語）で、この三種類のどれとも文法的に異なる人称（一人称複数包括形、不特定の一般の人に関する表現など）を四人称と呼ぶことがある。フランス語では一般の人を表すのに三人称単数の代名詞onが用いられるが、これは文脈に応じて一人称または二人称の意味で用いられることも多い。
敬意や社会的な遠近により代名詞を使い分けることがある。例えばヨーロッパの諸言語では、一般に聞き手を表す代名詞に親称と敬称の2つが有る。フランス語では二人称単数tuの代わりに二人称複数vousを敬称として用いる。ドイツ語では二人称単数duおよび二人称複数ihrの代わりに三人称複数Sieを用いる（最初の字を大文字にする）。英語はかつてフランス語と同じように、二人称複数のyouを二人称単数thouの代わりに用いたが、thouが廃れてしまった。
一人称複数を、聞き手を含む場合（包括形）と聞き手を含まない場合（除外形）とで区別する言語がある。例えばインドネシア語では包括形がkita、除外形がkamiである。中国語の普通話では包括形が「咱们」（咱們）、包括・除外どちらにも使えるのが「我们」（我們）である。
中国語では、三人称単数はtāで表すが、現代以降、欧米語を倣って性別などにより「他」（男性または不明）、「她」（女性）、「牠」（動物）、「祂」（神）、「它」（その他）と漢字を書き分けることがある。
日本語の場合、体系上の人称代名詞は「われ（我）」「なれ（汝）」「かれ（彼）」「たれ（誰）」であるが、実際には人称代名詞は敬語法などの待遇表現と密接に結び付いており、西洋語の人称代名詞のような使い方はできない。指し示される人物との社会的関係や場面によって、「自分」「あなた」などの人称代名詞を使い分けたり、「先生」、「社長」、「おじいさん」のような社会的身分を表す語で代用したりしなければならない。同様の複雑な人称代名詞の用い方は、ベトナム語、マレー語、ペルシア語などにも見られる。また、日本語の人称代名詞は概して時代による変化が激しい。例えば「貴様」は尊敬語から罵倒語になり、「てめえ」は一人称から二人称に転じている。体系上の人称代名詞も例外ではなく、「われ」「なれ」は既に共通語の口語としては廃れ、元来性別と関係なかった「かれ」は男性に限定されるとともに恋人（男性）を指す用法も生じている。

## 性（sexとgender）
言語によっては、人称代名詞に男女の区別がある（たとえば、英語のhe/him/hisは男に対して、she/her/hersは女に対して使われる）。ノンバイナリーの人の場合、どの代名詞を使用すべきかが自明ではない。そこで、自己同一性が男でも女でもない人を含めて、言及される当人が自分向けの人称代名詞を選択できるようにするべきだという考え方がある（英語 preferred gender pronoun; PGP）。PGPは、名札や電子メールの署名に付記されることがある。
英語では、この考え方に基づき、性別を明示しない複数人称代名詞 they/them/theirs が一人の人を指して用いられる場合がある。この場合、動詞は複数形になるのが一般的で、再帰代名詞は複数 themselves であったり単数的な themself であったりするが、前者の方が広く通用する。